# Aabenraa Kommune (1970-2006)
Aabenraa Kommune i Sønderjyllands Amt blev dannet ved kommunalreformen i 1970. Ved strukturreformen i 2007 blev den udvidet til den nuværende Aabenraa Kommune ved indlemmelse af Bov Kommune, Lundtoft Kommune, Rødekro Kommune og Tinglev Kommune.

## Tidligere kommuner
Aabenraa havde været købstad, men det begreb mistede sin betydning med kommunalreformen, hvor 2 sognekommuner blev lagt sammen med Aabenraa Købstad til Aabenraa Kommune:
| Kommune  | Folketal 1. januar 1970 | Byer                            |
| -------- | ----------------------- | ------------------------------- |
| Aabenraa | 15.090                  | Aabenraa                        |
| Ensted   | 2.118                   | Hostrupskov, Stubbæk og Styrtom |
| Løjt     | 2.706                   | Løjt Kirkeby                    |
| I alt    | 19.914                  |                                 |

Hertil kom dele af Søst, Rise, Brunde og Rise-Hjarup ejerlav fra Rise Sogn i Rødekro Kommune.

## Sogne
Aabenraa Kommune bestod af følgende sogne:
- Ensted Sogn (Lundtoft Herred)
- Løjt Sogn (Rise Herred)
- Aabenraa Sogn (Rise Herred)

## Borgmestre[3]
| Navn               | Parti             | Periode   |
| ------------------ | ----------------- | --------- |
| Camma Larsen-Ledet | Socialdemokratiet | 1970-1986 |
| Jens Terp-Nielsen  | Venstre           | 1986-1990 |
| Jørgen Witte       | Socialdemokratiet | 1990-2002 |
| Poul Thomsen       | Venstre           | 2002-2006 |

## Rådhus
Aabenraa Kommunes gamle rådhus på Storegade 30 blev opført i 1828-30. Det var tegnet af C.F. Hansen og blev fredet i 1932. Det nye rådhus på Skelbækvej 2 er opført i 1977-80.